# Patrik Boman
Patrik Boman (* 10. Oktober 1964) ist ein schwedischer Jazzmusiker (Kontrabass, Komposition, Arrangement).

## Wirken
Boman, dessen Vater im Keller seiner Villa Jam-Sessions veranstaltete, war 1973 an einem Kinderalbum mit Lill Lindfors beteiligt. Musikalisch entschied er sich frühzeitig für den Bass und spielte zunächst Bluesrock. Er entwickelte aber dann nach Konzertbesuchen mit seinem Vater Interesse am Jazz und begann bereits mit 14 Jahren, auf dem Kontrabass Jazz zu spielen. Er besuchte 1984 bis 1985 die Kunstakademie Malmö, um dann 1987/88 auf der Kungliga Musikhögskolan i Stockholm weiter zu studieren, wo er 2009 auch seinen Master erwarb.
1987 wurde Boman Mitglied im Quartett von Lars Sjösten, mit dem er das Album Roots and Relations (1989) einspielte und Musiker wie Benny Bailey und Bill Barron begleitete. 1992 lernte er Peter Nordahl kennen und wechselte in dessen Trio. Gemeinsam mit diesem gründete er das Label Arietta Discs. Für dieses Label produzierte und arrangierte er Lisa Ekdahls Alben When Did You Leave Heaven und Back to Earth, die sich sehr erfolgreich verkauften.
Boman legte mehrere Alben unter eigenem Namen vor; gleich das Debütalbum Seven Piece Machine (2000) wurde sowohl mit der Gyllene Skivan als auch mit dem Jazzkatten ausgezeichnet. Weiterhin gehörte er zu Blue Connection und den Bands von Bernt Rosengren, Alan Mion und Ulf Sandberg und nahm auch mit Rune Carlsson und Leif Wennerström auf. Als Bassist und Produzent ist er an zwei Alben beteiligt, die mit einem schwedischen Grammis als bestes Jazzalbum ausgezeichnet wurden, Gunnar Bergsten The Good Life (1994) und Bernt Rosengren Octet Plays Evert Taube (1999). Mit seinem Trio mit dem Pianisten Mattias Landæus und Sebastian Voegler begleitete er Benny Golson auf Tournee. Auch tourte er mit James Moody, Stacey Kent, Steve Grossman, Mose Allison, Antonio Ciacca und Clark Terry. Tom Lord listet im Bereich des Jazz seine Teilnahme an 37 Aufnahmen zwischen 1988 und 2016.

## Diskographische Hinweise
- Seven Piece Machine (Arietta Discs, 2000)
- Patrik Boman Seven Piece Machine: Johnny Mob In Deep City (Arietta Discs, 2003)
- Patrik Boman Seven Piece Machine: Deep City Blues (Arietta Discs, 2005)
- Trio Legacy: Plays Richard Rogers (pb7, 2013, mit Gustav Lundgren, Stefan Gustafson)
- Ambivalent (pb7, 2015)
- Patrik Bomans Ambivalent: Soul Searching (pb7, 2017)[4]